# Cecilia Betemps
Cecilia Betemps (10 de febrero de 2001) es una deportista italiana que compite en judo. En los Juegos Europeos de Cracovia 2023 consiguió una medalla de bronce en la prueba de equipo mixto.

## Palmarés internacional
| Juegos Europeos | Juegos Europeos         | Juegos Europeos   | Juegos Europeos |
| Año             | Lugar                   | Medalla           | Categoría       |
| --------------- | ----------------------- | ----------------- | --------------- |
| 2023            | Krynica-Zdrój (Polonia) | Medalla de bronce | Equipo mixto    |